# Gare d’Ingersheim
Gare d’Ingersheim vasútállomás Franciaországban, Ingersheim településen.

## Vasútvonalak
Az állomást az alábbi vasútvonalak érintik:
- Colmar–Metzeral-vasútvonal

## Kapcsolódó állomások
A vasútállomáshoz az alábbi állomások vannak a legközelebb:
- Gare de Logelbach
- Gare de Turckheim